# Gnophos ansobensis
Gnophos ansobensis là một loài bướm đêm trong họ Geometridae.